# Skam France
Skam France hay Skam Pháp (hoặc Skam Bỉ, tùy thuộc vào quốc gia phát sóng) là một phim truyền hình Pháp-Bỉ thể loại teen drama chuyển thể từ loạt phim Skam của Na Uy, phát sóng lần đầu vào ngày 5 tháng 2 năm 2018 trên trang web France.tv Slash và RTBF Auvio. Bộ phim xoay quanh một nhóm học sinh trung học tại Paris và những vấn đề nổi cộm của giới trẻ mà họ phải đối mặt trong cuộc sống hàng ngày.
Bốn mùa đầu tiên có nội dung kịch bản giống như loạt phim gốc, hai mùa tiếp theo đó được sáng tạo mới.

## Phong cách và chủ đề
Được sáng lập bởi Julie Andem, seri phim truyền hình Na Uy Skam kể về cuộc sống hàng ngày của một nhóm học sinh trung học, dựa theo mạch truyện của Skins. Mỗi mùa tập trung xoay quanh một nhân vật trung tâm (bên cạnh các nhân vật chính và định kì khác) và một chủ đề cụ thể. Mùa ba của tác phẩm với nhân vật trung tâm là Isak Valtersen đạt được thành công vang dội và mang về danh tiếng quốc tế cho loạt phim. Kênh truyền hình Na Uy NRK P3 đã chấp thuận các đề nghị remake lại bộ phim. Năm 2017, Pháp (liên kết với Bỉ) là quốc gia đầu tiên xác nhận sản xuất phiên bản Skam của họ, sau đó là Hoa Kỳ, Đức, Ý, Tây Ban Nha và Hà Lan.
Các phiên bản nước ngoài đều giữ nguyên chủ đề của loạt phim gốc Na Uy. Điều này cũng đúng với các nhân vật ngoại trừ tên và một số chi tiết khác. Mùa đầu tiên của phiên bản Pháp-Bỉ xoay quanh Emma Borgès với chủ đề tự chấp nhận bản thân; mùa hai nói về vấn đề quấy rối qua mạng của Manon Demissy; mùa ba tập trung vào Lucas Lallemant và đồng tính luyến ái, công khai thiên hướng tình dục và chứng rối loạn lưỡng cực; mùa bốn kể về Imane Bakhellal và đức tin, là mùa đầu tiên không có chủ đề cụ thể nhưng có phản ánh một số vấn đề như tránh thai, trầm cảm và sự tự nhận thức về bản thân. Trong khi loạt phim gốc dừng lại ở mùa bốn, bản chuyển thể của Pháp tiếp tục sáng tạo thêm hai phần phim mới: mùa năm tập trung vào Arthur Broussard và sự bất lực khi phải đối mặt với bệnh tật (khiếm thính); mùa sáu xoay quanh một nhân vật hoàn toàn mới, không có trong bản gốc – Lola Lecomte, em gái của Daphné Lecomte, về các vấn đề nghiện ngập và tự hủy hoại bản thân.
Trong suốt tuần, các đoạn phim từ hai đến tám phút được đăng tải lên Internet, cùng ngày và cùng thời điểm với diễn biến thực của bộ phim. Theo đạo diễn David Hourrègue, "Điều đó có nghĩa là nếu các chàng trai gặp nhau ở sân trường lúc 10 giờ sáng, thì đúng 10 giờ sáng ngày hôm đó, clip sẽ xuất hiện trên trang chủ của France.tv Slash." Các clip ngắn này tạo thành một tập phim hoàn chỉnh dài 26 phút, được đăng tải vào mỗi thứ Sáu hàng tuần.
Mỗi nhân vật đều có tài khoản Instagram riêng mà khán giả có thể theo dõi, là nơi đăng những bức ảnh và stories góp phần hoàn thành câu chuyện. Tin nhắn tức thời và các đoạn hội thoại SMS được đăng dưới dạng stories trên tài khoản Instagram chính thức của loạt phim (@skamlaserie).

## Nhân vật
| Diễn viên            | Nhân vật                | Nhân vật bản Na Uy                      | Tài khoản Instagram | Vai trò   | Vai trò   | Vai trò   | Vai trò   | Vai trò   | Vai trò   |
| Diễn viên            | Nhân vật                | Nhân vật bản Na Uy                      | Tài khoản Instagram | Mùa 1     | Mùa 2     | Mùa 3     | Mùa 4     | Mùa 5     | Mùa 6     |
| -------------------- | ----------------------- | --------------------------------------- | ------------------- | --------- | --------- | --------- | --------- | --------- | --------- |
| Philippine Stindel   | Emma Borgès             | Eva Kviig Mohn                          | @em.brgs            | Trung tâm | Chính     | Chính     | Chính     | Chính     | Chính     |
| Marilyn Lima         | Manon Demissy           | Noora Amalie Sætre                      | @manon.demissy      | Chính     | Trung tâm | Chính     | Chính     | Khách mời |           |
| Axel Auriant         | Lucas Lallemant         | Isak Valtersen                          | @lucallemant        | Chính     | Chính     | Trung tâm | Chính     | Chính     | Chính     |
| Assa Sylla           | Imane Bakhellal         | Sana Bakkoush                           | @goodgalimane       | Chính     | Chính     | Chính     | Trung tâm | Chính     | Chính     |
| Robin Migné          | Arthur Broussard        | Mahdi Disi                              | @monvoisintuturo    |           |           | Chính     | Chính     | Trung tâm | Chính     |
| Flavie Delangle      | Lola Lecomte            | —                                       | @lolahydri          |           |           |           |           | Khách mời | Trung tâm |
| Lula Cotton Frapier  | Daphné Lecomte          | Vilde Hellerud Lien                     | @daph.pink          | Chính     | Chính     | Chính     | Chính     | Chính     | Chính     |
| Coline Preher        | Alexia "Alex" Martineau | Christina "Chris" Berg                  | @martineau          | Chính     | Chính     | Chính     | Chính     | Chính     | Chính     |
| Léo Daudin           | Yann Cazas              | Jonas Noah Vasquez                      | @y4z4s              | Chính     | Chính     | Chính     | Chính     | Chính     | Chính     |
| Théo Christine       | Alexandre "Alex" Delano | Christoffer "Penetrator Chris" Schistad | @seigneurdelano     | Chính     | Chính     | Chính     | Chính     |           |           |
| Michel Biel          | Charles Munier          | William Magnuson                        | @charles_munier     | Chính     | Chính     |           | Chính     |           | Khách mời |
| Zoé Marchal          | Ingrid Spielman         | Ingrid Theis Gaupseth                   | @spielthetea        | Chính     | Khách mời |           | Chính     |           |           |
| Maxence Danet-Fauvel | Eliott Demaury          | Even Bech Næsheim                       | @srodulv            |           |           | Chính     | Chính     | Chính     | Chính     |
| Paul Scarfoglio      | Basile Savary           | Magnus Fossbakken                       | @basile_simple      |           |           | Chính     | Chính     | Chính     | Chính     |
| Laïs Salameh         | Sofiane                 | Yousef Acar                             | @sofalaoui          |           |           |           | Chính     | Khách mời | Khách mời |
| Moussa Sylla         | Idriss Bakhellal        | Elias Bakkoush                          | @bakbakagain        |           |           |           | Chính     |           |           |
| Winona Guyon         | Noée Daucet             | —                                       | @nowaynoee          |           |           |           |           | Chính     |           |
| Ayumi Roux           | Maya                    | —                                       | @maya_la_bae        |           |           |           |           |           | Chính     |

## Các tập phim

### Mùa 1 (2018)
Mùa đầu tiên bao gồm chín tập và xoay quanh Emma Borgès cũng như mối quan hệ của cô với Yann Cazas, bên cạnh đó là các vấn đề về bắt nạt học đường và quấy rối qua mạng.
1. Seule au monde (Cô độc giữa thế gian)
2. Ajouter un ami (Kết bạn)
3. Un plan béton (Một kế hoạch cụ thể)
4. Passage à l’acte (Mất trí)
5. Question de confiance (Vấn đề về niềm tin)
6. Conséquences (Hậu quả)
7. Quel genre de fille es-tu ? (Bạn là cô gái thế nào?)
8. Girl Power (Sức mạnh phái nữ)
9. Tous ensemble (Bên nhau)

### Mùa 2 (2018)
Mùa 2 gồm 13 tập, xoay quanh Manon Demissy và mối quan hệ của cô với Charles Munier, cũng như cưỡng hiếp.
1. Laisse Daphné tranquille (Để Daphné được yên)
2. Et laisse-moi aussi (Và tôi cũng vậy)
3. Se rapprocher (Tiến lại gần)
4. Une nuit d’enfer (Đêm kinh hoàng)
5. Tu penses qu'à toi (Đồ ích kỉ)
6. Élément perturbateur (Vật ngáng đường)
7. Tu jures que tu bouges pas (Anh đã hứa sẽ không lại gần)
8. T'es juste trop naïve (Em ngây thơ quá)
9. Les jours d'après (Những ngày sau đó)
10. Jamais sortir du lit (Đừng bao giờ ra khỏi giường)
11. Menacée (Đe doạ)
12. Psychotage (Tâm thần)
13. À jamais jeunes (Mãi mãi thanh xuân)

### Mùa 3 (2019)
Mùa 3 có 10 tập, xoay quanh quá trình công khai thiên hướng tình dục của Lucas Lallemant và mối quan hệ đồng tính của cậu với nam sinh khoá trên mới chuyển đến Eliott Demaury, người mắc chứng rối loạn lưỡng cực.
1. Je crois que je suis amoureux (Em nghĩ mình đã yêu)
2. La curiosité (Sự hiếu kì)
3. Infiltration (Xâm nhập)
4. Le garçon qui avait peur du noir (Chàng trai sợ bóng tối)
5. Au même moment à l'autre bout de l'univers (Ngay lúc này ở nửa kia vũ trụ)
6. Insomnie (Mất ngủ)
7. Assumer (Công nhận)
8. Coup de tête (Cụng đầu)
9. Les gens sont comme ils sont (Khi con người ta là chính mình)
10. Minute par minute (Từng phút giây)

### Mùa 4 (2019)
Mùa 4 gồm mười tập và xoay quanh Imane Bakhellal và sự hoài nghi về mối quan hệ giữa đức tin và phân biệt chủng tộc. Đây là lần đầu tiên có một seri phim Pháp mà nữ chính là một người da màu theo đạo Hồi.
1. Je te fais confiance (Tôi tin bạn)
2. Juste toi et moi (Chỉ tôi và bạn)
3. (Presque) parfait (Gần như hoàn hảo)
4. Un peu seule parfois (Đôi khi có chút cô đơn)
5. Friendzone
6. La nature humaine (Bản năng con người)
7. Mauvaise stratégie (Chiến lược xấu xa)
8. Seule (Cô đơn)
9. Mes looseuses préférées (Kẻ thất bại tôi thích)
10. Le jour de l’Aïd (Ngày lễ Aid)

### Mùa 5 (2020)
Mùa 5 bao gồm mười tập, xoay quanh Arthur Broussard và sự bất lực khi mất đi thính giác.
1. Le début de la fin (Khi sự chấm dứt bắt đầu)
2. En silence (Lặng yên)
3. Tête de con (Kẻ ngốc)
4. Rien ne change (Chẳng có gì thay đổi)
5. Le temps de s'habituer (Đến lúc phải làm quen)
6. Entre potes (Giữa đám bạn)
7. La sourd-Valentin (Valentine không thanh âm)
8. Faire un choix (Đưa ra quyết định)
9. Rapports de force (Cán cân sức mạnh)
10. Plus jamais pareil (Không bao giờ vẹn nguyên)

### Mùa 6 (2020)
Mùa 6 có mười tập, xoay quanh Lola Lecomte về vấn đề nghiện ngập nói riêng và tự hủy hoại bản thân nói chung.
1. Presque parfaite (Gần như hoàn hảo)
2. La mif (Gia đình)
3. L'une pour l'autre (Một người vì mọi người)
4. La descente (Xám xịt)
5. Un, deux, trois (Một, hai, ba)
6. Un grand vide (Mất mát to lớn)
7. Mise au point (Tập trung)
8. Virage (Bước ngoặt)
9. La rechute (Tái phạm)
10. L'ombre et la lumière (Bóng tối và ánh sáng)

## Sản xuất

### Phát triển
Vốn dự kiến chỉ phát sóng hai mùa đầu, Skam France được công bố sẽ sản xuất thêm hai phần phim mới vào ngày 6 tháng 6 năm 2018, ngoài ra bản chuyển thể cũng sẽ có sự khác biệt so với seri phim gốc.
Sau nhiều cuộc đàm phán, vào ngày 12 tháng 6 năn 2019, France.tv Slash thông báo loạt phim sẽ có mùa thứ năm, tập trung vào nhân vật Arthur, qua đó đưa Skam France trở thành phiên bản chuyển thể đầu tiên có nhiều hơn bốn phần so với seri gốc của Na Uy.
Ngày 13 tháng 9 năm 2019, mùa thứ sáu được xác nhận, xoay quanh một nhân vật hoàn toàn mới – em gái của Daphné, Lola.
Dù đã được đề cập sơ qua ở cuối mùa năm, vào ngày 11 tháng 6 năm 2020, bằng một bài đăng trên Twitter, France.tv Slash chính thức công bố tiếp tục thực hiện phần bảy và tám cho bộ phim.

### Quay phim
Quá trình ghi hình cho hai mùa đầu tiên bắt đầu vào tháng 10 và kết thúc vào tháng 12 năm 2017. Mùa ba và mùa bốn đóng máy vào cuối năm 2018. Quay phim cho mùa năm và mùa sáu kết thúc vào cuối năm 2019. Mùa bảy và mùa tám dự kiến ghi hình vào cuối năm 2020.

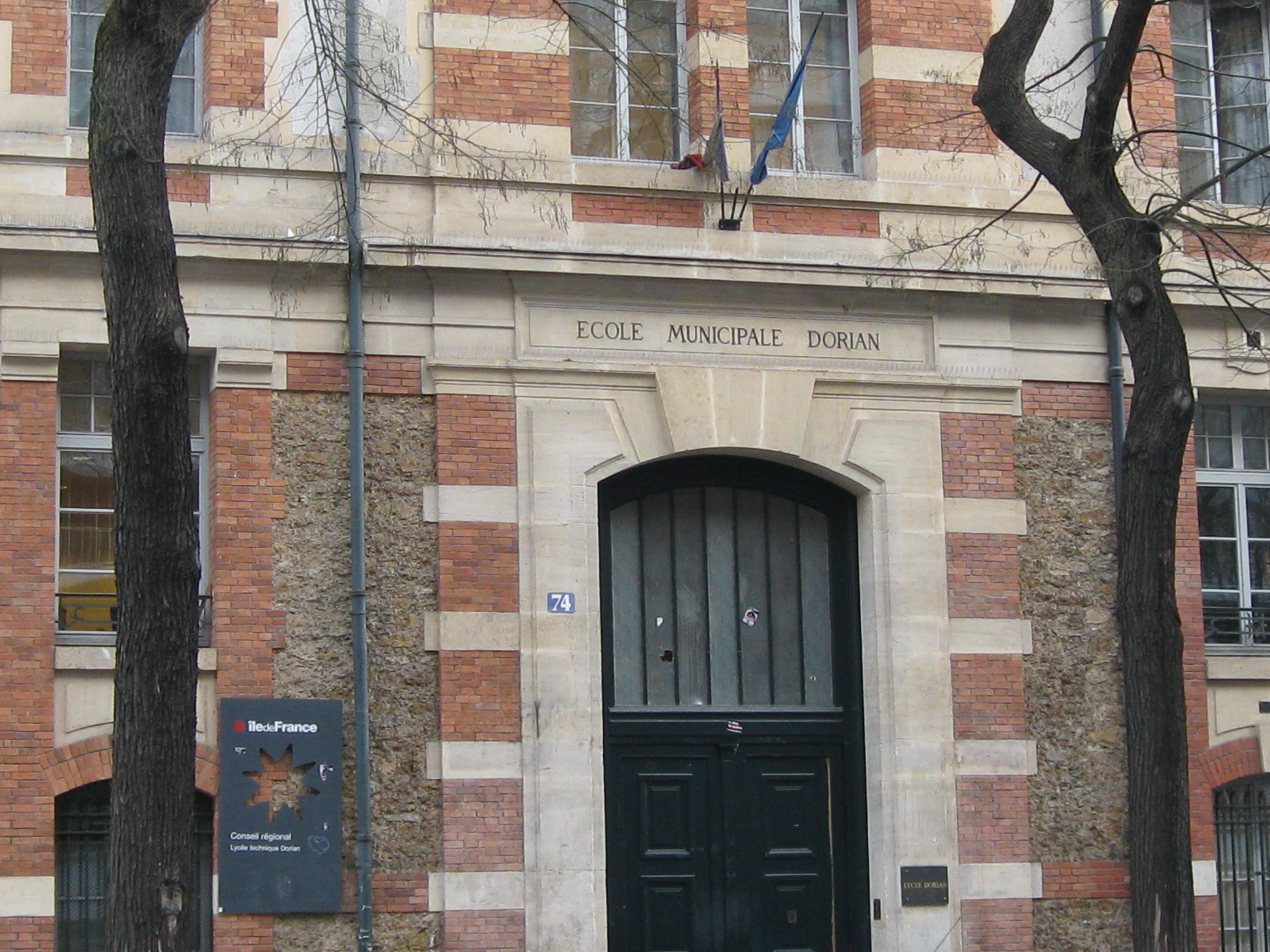
Trường Trung học Dorian, Paris

Nơi ghi hình chính của bộ phim là trường Trung học Dorian thuộc Quận 11, Paris, ngoài ra còn một số địa điểm khác trong và ngoài thủ đô nước Pháp, bao gồm công viên cây xanh được xây dựng từ thế kỉ 16 Petite Ceinture.

## Phát hành
Ngày 5 tháng 2 năm 2018, phần mở đầu cho tập đầu tiên của Skam France được chiếu trên trang web France.tv Slash và RTBF Auvio. Bộ phim phát sóng trên kênh La Trois từ ngày 11 tháng 2 năm 2018 và từ ngày 25 cùng tháng trên kênh truyền hình quốc gia Pháp France 4.
Từ mùa 2, các đoạn phim cũng được đăng tải trên kênh YouTube chính thức của France.tv Slash.

## Đón nhận
Mùa đầu tiên của Skam France thu hút hơn 4 triệu lượt xem trên mọi nền tảng trình chiếu mà bộ phim có mặt. Hai mùa đầu có tổng cộng 10 triệu lượt xem và hơn 3,4 triệu lượt tương tác (bình luận, chia sẻ, lượt thích) trên mạng xã hội. Chỉ riêng mùa 3 đã thu về hơn 35 triệu lượt xem trên YouTube và 2 triệu bình luận trên SNS. Tính đến tháng 4 năm 2020, loạt phim đã tích lũy được hơn 130 triệu lượt xem.
Ngày 18 tháng 6 năm 2019, mùa 3 của Skam France nhận được Giải Out d'or (một lễ trao giải thường niên do Hiệp hội Nhà báo LGBT ở Pháp tổ chức) cho hạng mục Đột phá nghệ thuật.